# ポール＝ジョゼ・ムポク
ポール＝ジョゼ・ムポク・エビュンジュ（Paul-José M'Poku Ebunge, 1992年4月19日 - ）は、コンゴ民主共和国（旧ザイール）・キンシャサ出身の同国代表サッカー選手。仁川ユナイテッドFC所属。ポジションはFW。弟のアルベール・サンビ・ロコンガもサッカー選手。
Kリーグ時代の登録名はムポク（ハングル: 음포쿠）。

## 経歴
スタンダール・リエージュのユースチームでプレーし、2008年6月にイングランドのトッテナム・ホットスパーFCへ移籍した。プレミアアカデミーリーグでプレーしたのち2010年9月24日、レイトン・オリエントFCにレンタル移籍した。9月28日、ウォルソールFC戦でプロデビューを果たし、ドロイルスデンFC戦でプロ初ゴールを記録した。
2011年7月、古巣のスタンダールに4年契約で移籍した。2015年2月1日、セリエAのカリアリ・カルチョに期限付き移籍。同年7月13日には、1年間の契約でACキエーヴォ・ヴェローナにローンで加入した。2016-17シーズンはキエーヴォに完全移籍した上でギリシャ・スーパーリーグのパナシナイコスへのローンでプレー。レギュラーの座を掴み、カップ戦含め36試合4得点を記録した。
2017年7月3日、スタンダールへ復帰することが発表された。
2020年1月21日、アル・ワフダ・アブダビに移籍した。

## 代表歴
2011年、ベルギー代表としてU-19欧州選手権に出場した。
A代表は生まれ故郷のコンゴ民主共和国代表を選択。2015年3月28日に行われたイラクとの親善試合で初出場し、初得点を挙げた。